# Jim Furnell
James Furnell, detto Jim (Clitheroe, 23 novembre 1937), è un ex calciatore inglese, di ruolo portiere.

## Carriera
Iniziò la propria carriera professionistica all'età di 17 anni, tra le file del Burnley. Nel febbraio del 1962, dopo sole 2 presenze in 8 stagioni ai Clarets, viene ceduto al Liverpool. Alla corte dei Reds gli venne assegnata la maglia numero 1, terminando la stagione giocando da titolare tutte le 13 gare rimanenti e vincendo il campionato di Second Division. Tuttavia, all'inizio della stagione 1962-1963, si frattura un dito del piede e perde il posto da titolare in favore di Tommy Lawrence. 
Nel novembre 1963 viene ceduto all'Arsenal per un totale di 15.000 sterline. Esordisce ufficialmente con la maglia dei Gunners il 23 novembre, in una gara contro il Blackpool. Nell'annata 1967-1968, nonostante la titolarità, il giocatore inizia a calare di rendimento, tanto da perdere nuovamente il posto da titolare.
Nel settembre 1968 viene ceduto per 8.000 sterline al Rotherham Utd, con cui rimase per due anni prima di trasferirsi al Plymouth. Si ritira ufficialmente dalle attività agonistiche nell'estate del 1976.

## Palmarès

### Club

#### Competizioni nazionali
- Campionato inglese: 1

Burnley: 1959-1960
- Charity Shield: 1

Burnley: 1960
- Second Division: 1

Liverpool: 1961-1962